# Onconferentie
Een onconferentie (Engels: unconference) is een  bijeenkomst met een vrije structuur zonder specifiek programma, waarvan de inhoud wordt bepaald door de deelnemers. Vooraf kunnen wel bijvoorbeeld de bedoeling en de richtlijnen bekendgemaakt worden. De term "onconferentie" wordt gebruikt voor een breed scala aan bijeenkomsten waarbij men nadelen van gebruikelijke  conferenties probeert te vermijden, zoals hoge vergoedingen, gesponsorde presentaties en een top-down-organisatie. In 2006 bijvoorbeeld werd de term door CNNMoney gebruikt voor diverse evenementen, waaronder Foo Camp, BarCamp en Bloggercon.

## Geschiedenis
Midden jaren 1980 ontwikkelde Harrison Owen het format van de Open-space technology. Hij schreef in 1993 Open Space Technology: a User's Guide waarin hij veel van de technieken besprak die nu geassocieerd worden met onconferenties. In het boek komt de term onconferentie echter niet voor. Het woord onconferentie dook voor het eerst op in een aankondiging voor de jaarlijkse XML Developers' Conference in 1998.
Lenn Pryor gebruikte het woord bij de bespreking van BloggerCon en Dave Winer, de organisator van BloggerCon, maakte het in bredere kring bekend door een essay van april 2004. De eerste BloggerCon werd gehouden op 4-5 oktober 2003.
FooCamp is een evenement alleen voor genodigden, dat Tim O'Reilly en Sara Winge (vicepresident voor bedrijfscommunicatie voor O'Reilly Media) ontwierpen voor de Friends of O'Reilly. Winge baseerde zich bij het ontwikkelen van het format op haar ervaringen met open space en gesprekken met Harrison Owen. De eerste FooCamp vond plaats op 10-12 oktober 2003. In 2005 besloten enkele deelnemers van de voorgaande jaren om hun eigen BarCamp te organiseren.
De drie evenementen BloggerCon, FooCamp en BarCamp hielpen de term "onconferentie" te verspreiden. Dankzij FooCamp en BarCamp werd de opzet bekend van "er is geen agenda totdat .. de aanwezigen deze samenstellen".

## Verschillende opzet
Een onconferentie kan op verschillende manieren worden opgezet, bijvoorbeeld:
- Barcamp
- Birds of a Feather
- Fishbowl (conversatie)
- Knowledge Cafe
- Lightning Talks
- Open Space Technology
- Pecha Kucha
- Speed Geeking
- TeachMeet
- World Café